# Aaron Ciechanover
Aaron Ciechanover (Haifa, 1 de outubro de 1947) é um bioquímico israelense.
Juntamente com Avram Hershko e Irwin Rose, recebeu o Nobel de Química de 2004, pela descoberta da degradação de proteínas mediada pela ubiquitina.
Nascido em Haifa, Israel, ele recebeu o seu grau de Master of Science em 1971 e o seu M.D. em 1974 da Faculdade de Medicina Hadassah da Universidade Hebraica em Jerusalém. Ele recebeu o doutoramento em medicina em 1982 no Technion (Instituto Israelita de Tecnologia), em Haifa. Ele é actualmente professor na unidade de bioquímica e diretor do Rappaport Family Institute for Research in Medical Sciences na Technion.